# Acide bromhydrique
Cet article concerne le bromure d'hydrogène en solution. Pour des informations concernant le gaz bromure d'hydrogène, voir bromure d'hydrogène.
Pour les articles homonymes, voir HBr.
L’acide bromhydrique est un acide fort formé par la dissolution de bromure d'hydrogène (HBr) dans l'eau. Il s'agit d'une solution aqueuse contenant des ions bromure et des ions hydronium. Il peut être utilisé pour préparer des sels de brome : les bromures.

## Acidité
L'acide bromhydrique est un acide fort (pKa = –9), plus fort que l'acide chlorhydrique mais plus faible que l'acide iodhydrique ainsi que l'acide perchlorique. L'acide bromhydrique est l'un des plus forts acides minéraux connus. Il est totalement dissocié dans l'eau. La molécule HBr se dissocie (s'ionise) pour donner un ion H+ (un proton). L'autre ion formé lors de la dissociation est l'ion bromure Br−. En solution aqueuse, l'ion H+ se lie à une molécule d'eau pour former un ion hydronium H3O+.
{\displaystyle {\rm {HBr+H_{2}O\longrightarrow H_{3}O^{+}+Br^{-}}}}

## Usages
L'acide bromhydrique est communément utilisé pour la production de bromures inorganiques, notamment les bromures de zinc, calcium et sodium. C'est un réactif courant pour créer des composés organo-bromiques. Certains éthers sont séparés avec HBr. Il catalyse également des alkylations et l'extraction de certains minerais. Les principaux composés organiques préparés industriellement à partir de l'acide bromhydrique incluent le bromure d'allyle, le tétrabromo-bis-phénol et l'acide bromoacétique.

## Synthèse
L'acide bromhydrique peut être préparé en laboratoire via la réaction de Br2, SO2 et eau :
Br2 + SO2 + 2 H2O → H2SO4 + 2 HBr.
La plupart des préparations typiques en laboratoire se fait d'abord par la production de bromure d'hydrogène (gazeux) qui ensuite est dissous dans l'eau.
L'acide bromhydrique a été communément préparé de manière industrielle en faisant réagir du dibrome avec soit du soufre ou du phosphore et de l'eau. Cependant, il peut aussi être produit électrolytiquement.
L'acide bromhydrique est disponible commercialement dans diverses puretés et concentrations.